# Truc du Midi
Le truc du Midi domine la ville de Marvejols, deuxième ville de Lozère, et se situe au sud-est de cette dernière. Il est parfois aussi appelé pic du Midi par les Marvejolais.

## Topographie, géologie
Le truc du Midi est une butte-témoin calcaire du Dogger. Il constitue l'ultime avancée vers le nord du plateau calcaire des Causses. De forme allongée selon un axe est-ouest, la montagne à l'ouest forme un petit plateau nu se terminant brusquement par une belle falaise alors qu'à l'est, la montagne est boisée et plus accidentée. Sur ses flancs, on peut trouver dans les couches marneuses du Lias de nombreux fossiles datant de cette époque (en particulier au lieu-dit le vallon bleu). Ce sommet voisine avec le truc de Grèzes, situé un peu plus au sud, le truc de Saint-Bonnet-de-Chirac et la montagne fendue : cet ensemble de buttes calcaires forme un paysage pittoresque entre Marvejols et Barjac.

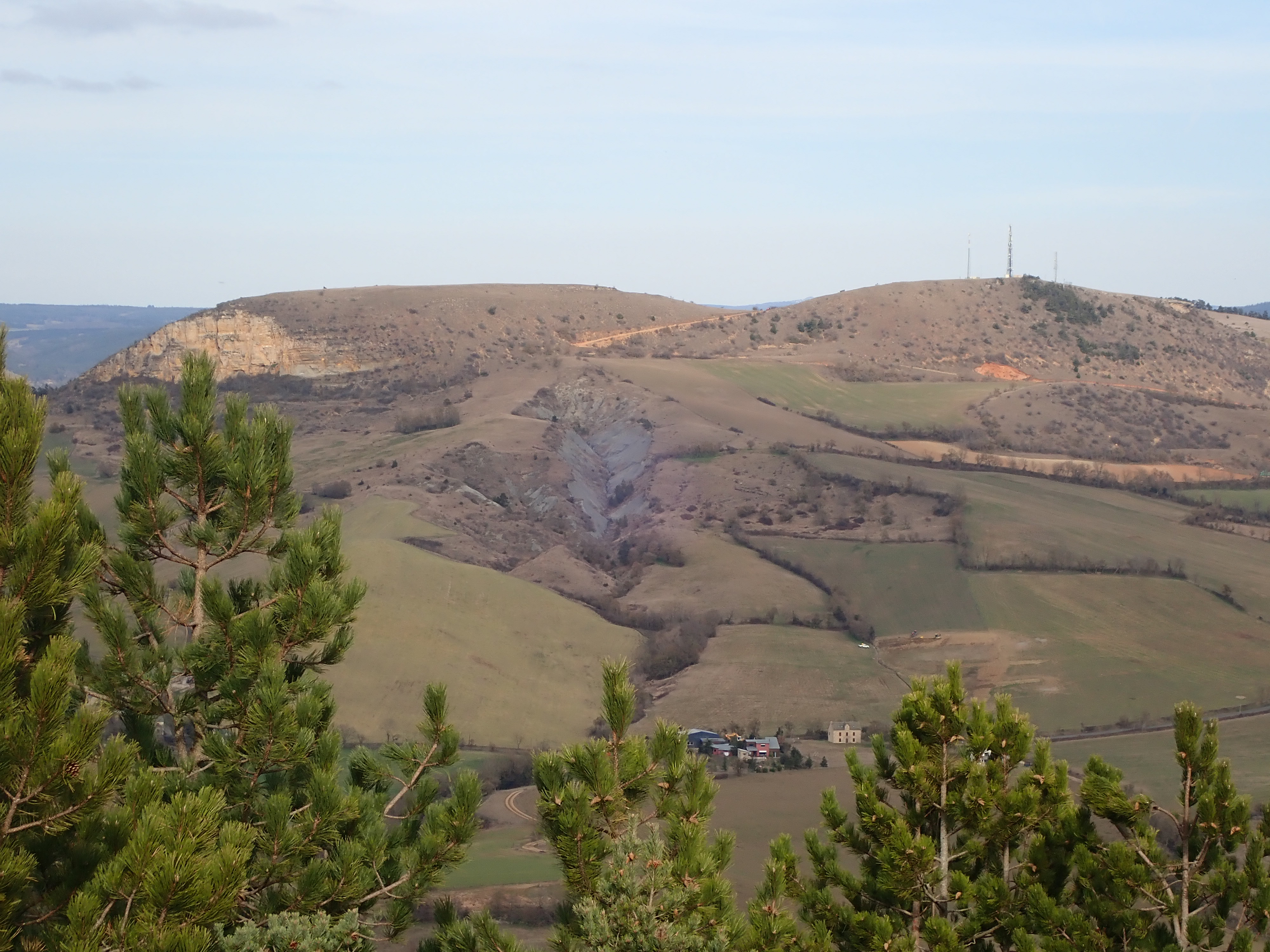
Le « vallon bleu » sur le versant sud de la montagne. Couches marneuses du Lias riches en fossiles.
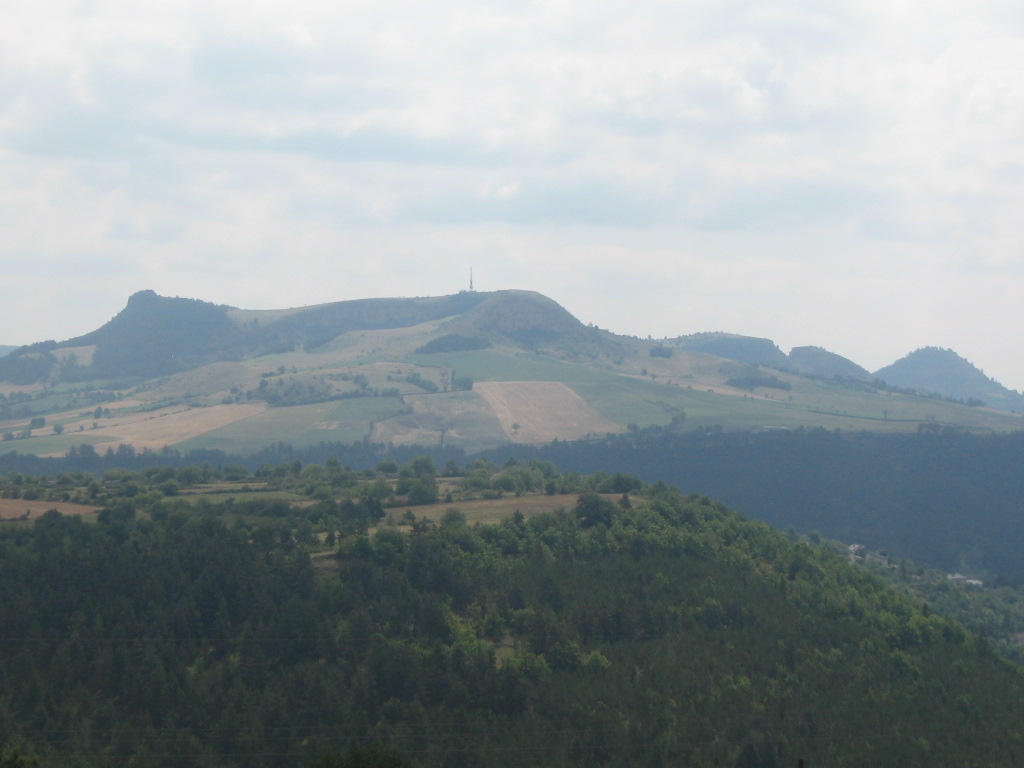
De gauche à droite : le truc du Midi, la montagne fendue et le truc de Grèzes.
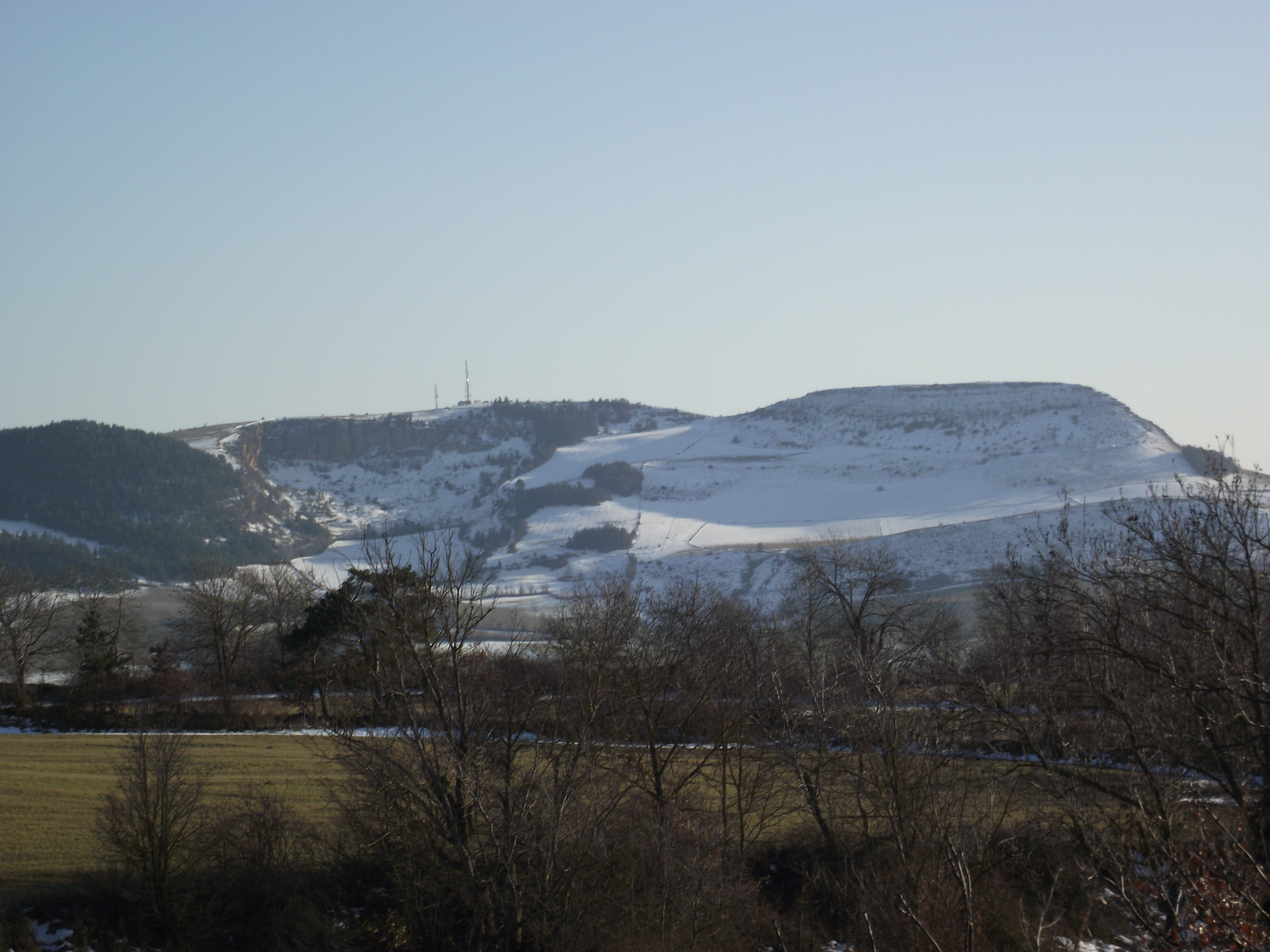
Le truc du Midi enneigé au mois de février.
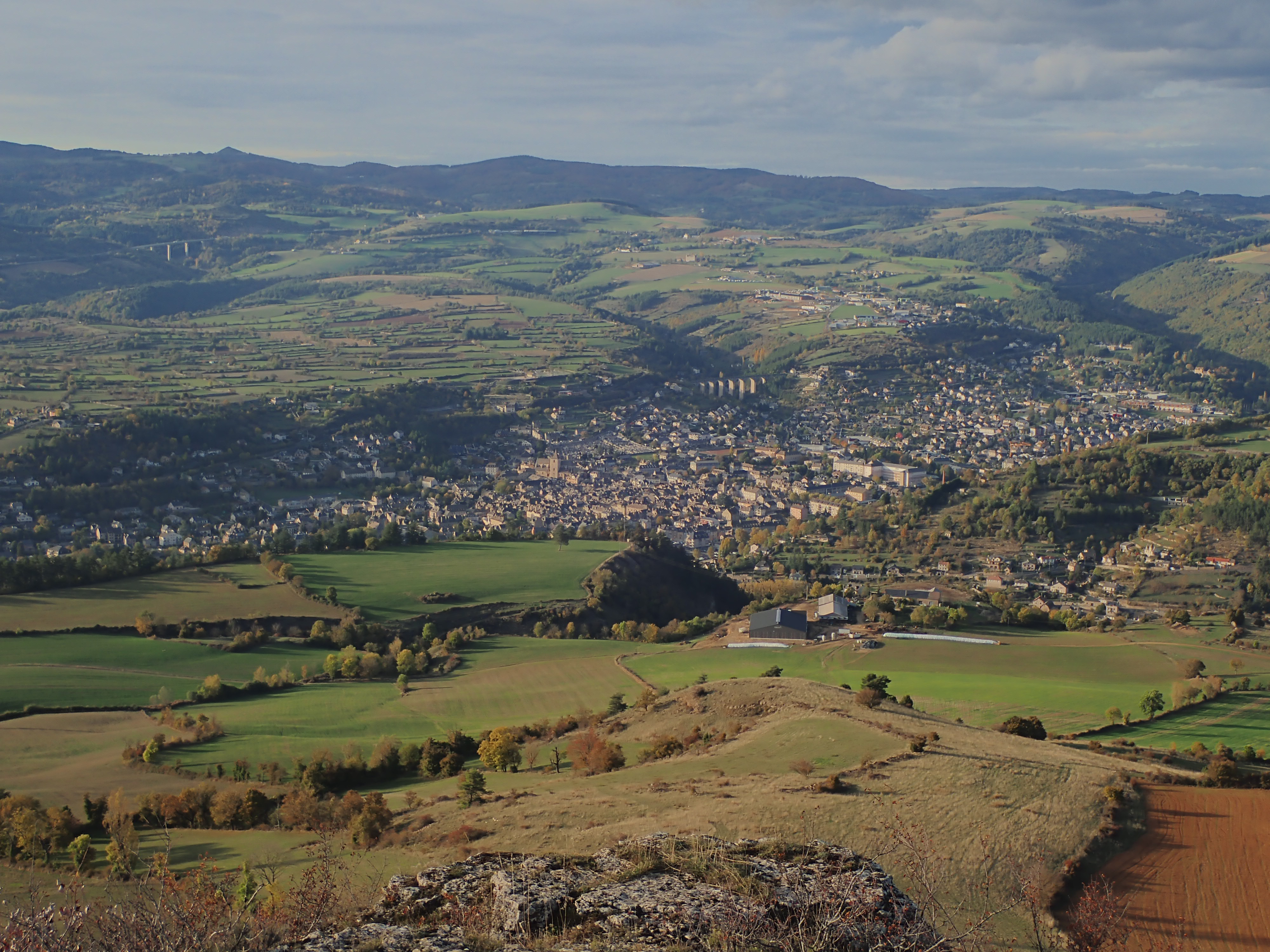
La ville de Marvejols vue du sommet ouest.

## Protection environnementale
Le site est compris dans la zone Natura 2000 du causse des Blanquets et compte un certain nombre d'espèces animales rares, en particulier des chauves-souris qui peuplent les petites grottes des falaises.